# Heringsdorf
Heringsdorf település Németországban, Mecklenburg-Elő-Pomeránia tartományban. Lakosainak száma 8240 fő (2023. december 31.).

## Népesség
A település népességének változása:
| Lakosok száma | 8646 | 8547 | 8443 | 8387 | 8425 | 8240 |
|               | 2017 | 2019 | 2020 | 2021 | 2022 | 2023 |